# Даме Н'Доє
Даме Н'Доє (фр. Dame N'Doye; нар. 21 лютого 1985, Тієс) — сенегальський футболіст, нападник «Сандерленда» та збірної Сенегалу.

## Кар'єра

### Клубна

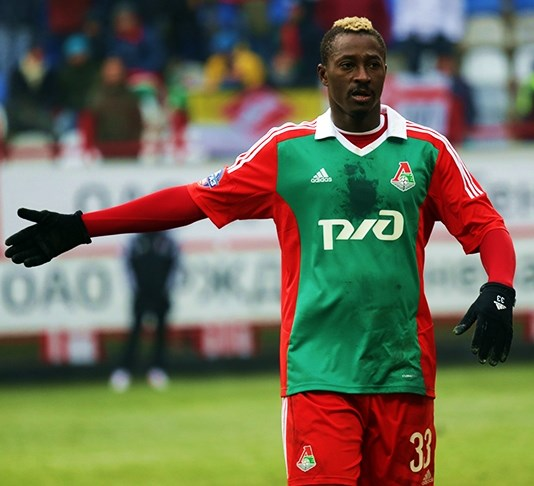
Н'Доє у складі «Локомотива»

Почав свою професійну кар'єру у 18-річному віці, в сенегальском клубі «Жанна д'Арк». У 2006 році перейшов в катарський «Аль-Садд», в якому відіграв менше року. Наступною командою стала «Академіка» з португальського міста Коїмбра. Потім вирушив у Грецію, де підписав контракт з «Панатінаїкосом». У серпні 2008 року уклав контракт з іншим грецьким клубом ОФІ.
У січні 2009 року перейшов в данський клуб «Копенгаген». За час виступів за клуб двічі ставав найкращим бомбардиром чемпіонату Данії, один раз був визнаний гравцем року в складі «Копенгагена».
24 липня данський спортивний портал Sporten.dk повідомив про перехід футболіста в московський «Локомотив» за 7 млн. євро. 25 липня дана інформація була підтверджена офіційним сайтом «Копенгагена». В цей же день видання Sporten.dk повідомило про те, що перехід Н'Доє обійдеться «Локомотиву» в 5,5 млн євро. Дебютував у складі «Локомотива» 11 серпня, в матчі чемпіонату проти «Аланії» (2:2), в якому вийшов на заміну на 80 хвилині гри і заробив пенальті, нереалізований Денисом Глушаковим. 25 серпня, у грі з московським «Динамо» (2:3), забив свій перший гол за «Локомотив». 3 листопада 2013 року забив 1000-й гол «Локомотива» в чемпіонатах Росії, оформивши дубль у матчі проти «Спартака» (3:1). 3 грудня 2014 року увійшов у дев'ятку найкращих бомбардирів «Локомотива» за російський період, забивши в домашньому матчі з «Уралом» свій 27-й гол за «Локо».
В лютому 2015 року поповнив ряди англійського «Галл Сіті» за 3 млн євро. Був визнаний найкращим гравцем місяця уболівальниками «тигрів», забивши 3 м'ячі і зробивши одну гольову передачу в 5 іграх в лютому. Всього у сезоні 2014/15 забив 5 голів у 15 матчах Прем'єр-ліги, проте за її підсумками клуб зайняв 18 місце і вилетів в Чемпіоншіп.
10 серпня 2015 року Н'Доє перейшов у турецький «Трабзонспор» для 2,2 млн фунтів, проте вже у січні наступного року він повернувся до Англії, приєднавшись на правах оренди до кінця сезону до «Сандерленду».

### У збірній
У складі збірної Сенегалу дебютував 9 лютого 2011 року в товариському матчі проти збірної Гвінеї (3:0), в якому також відзначився забитим м'ячем. У червні 2012 року був викликаний в олімпійську збірну Сенегалу для участі у літніх Олімпійських іграх у Лондоні, але в підсумку не взяв у них участі.
Потрапляв в заявку збірної на кубок африканських націй 2012 та 2015 років, проте в обох випадках сенегальці не змогли подолати груповий етап.

## Досягнення

### «Аль-Садд»
- Чемпіон Катару: 2006
- Володар Кубка Спадкоємного принца Катару: 2006

### «Панатінаїкос»
- Срібний призер чемпіонату Греції: 2008

### «Копенгаген»
- Чемпіон Данії: 2009, 2010, 2011, 2019
- Володар Кубка Данії: 2009, 2012
- Найкращий бомбардир Чемпіонату Данії: 2011, 2012
- Гравець року «Копенгагена» за версією вболівальників: 2011